# Laśmiady
Laśmiady (niem. Laszmiaden, 1936–1938 Laschmiaden, 1938–1945 Laschmieden) – wieś w Polsce położona w województwie warmińsko-mazurskim, w powiecie ełckim, w gminie Stare Juchy.
Leży na południowo-wschodnim brzegu jeziora Ułówki, w pobliżu jego połączenia z jeziorem Łaśmiady.
W dokumentach gminnych, podobnie jak w źródłach starszych stosowana jest nazwa Laśmiady, podczas gdy oficjalną nazwą wsi był do 2022 Łaśmiady, podobnie jak nazwa jeziora znajdującego się na wschód od niej.
W latach 1975–1998 miejscowość administracyjnie należała do województwa suwalskiego.
Na terenie wsi rośnie wierzba biała o obwodzie 770 cm uznana za pomnik przyrody o nazwie „Stara wierzba” w 2015.
Mieszkańcami wsi byli, m.in. Janusz Majewski i Zofia Nasierowska.